# Westland (Paesi Bassi)
Westland  è un comune olandese di 99 744 abitanti (2010) situato nella provincia dell'Olanda Meridionale.
È stato costituito nel gennaio 2004 dalla fusione dei comuni di Naaldwijk, Monster, 's-Gravenzande, De Lier e Wateringen.